# Louis-Marie Billé
Louis-Marie Billé, francoski rimskokatoliški duhovnik, škof in kardinal, * 18. februar 1938, Fleury-lès-Aubrais, † 12. marec 2002.

## Življenjepis
25. marca 1962 je prejel duhovniško posvečenje.
10. marca 1984 je bil imenovan za škofa Lavala; 19. maja istega leta je prejel škofovsko posvečenje.
5. maja 1995 je postal nadškof Aixa in 10. julija 1998 nadškof Lyona.
21. februarja 2001 je bil povzdignjen v kardinala in imenovan za kardinal-duhovnika S. Pietro in Vincoli; 22. julija istega leta je bil imenovan še za kardinal-duhovnika SS. Trinità al Monte Pincio.
Umrl je leta 2002.